# Pharcidodes nigripennis
Pharcidodes nigripennis là một loài bọ cánh cứng trong họ Cerambycidae.